# 吕德安
吕德安（1960年—），福建人，中国现代诗人，画家。
吕德安现居住于美国和福建两地。

## 主要作品
- 《南方以北》
- 《顽石》